# Daron Acemoğlu
Pour les articles homonymes, voir Acemoğlu.
Daron Acemoğlu (/daˈɾon aˈdʒemoːɫu/), né le 3 septembre 1967 à Istanbul, est un économiste turco-américain d'origine arménienne, professeur d'économie au Massachusetts Institute of Technology (MIT) où il détient la « chaire Charles P. Kindleberger ».
Selon RePEc, Daron Acemoğlu a publié près de 200 articles dans des revues à comité de lecture, dont plus de 75 dans les cinq meilleures revues d'économie (American Economic Review, Journal of Political Economy, Quarterly Journal of Economics, Review of Economic Studies et Econometrica). Il totalise plus de 35 000 citations et son indice h est en 2024 de 175 selon google, et de 109 selon Citec,,. En 2023, il fait partie des trois économistes les plus cités au monde et est l'économiste le plus cité des dix dernières années.
Il reçoit la médaille John-Bates-Clark en 2005, et est co-lauréat du prix Nobel d'économie 2024 avec James A. Robinson et Simon Johnson pour « leurs travaux sur la manière dont les institutions se forment et affectent la prospérité ».

## Biographie

### Formation et carrière
Après être diplômé du lycée de Galatasaray à Istanbul en 1986, il obtient sa licence à l'université d'York puis il effectue sa maîtrise et son doctorat à la London School of Economics en 1992, où il rencontre pour la première fois Thomas Piketty, également doctorant.
En 1993, il rejoint le MIT à Boston où il occupe actuellement un poste de professeur d'économie.
Opposant public et véhément au président turc Recep Tayyip Erdogan, Daron Acemoğlu est considéré persona non grata en Turquie.

### Travaux
Daron Acemoğlu est un économiste prolifique avec un champ de recherche large, couvrant économie de la politique, développement économique, croissance économique, inégalité salariale et de revenu, technologie, modélisation théorique, capital humain, économie des réseaux, économie du travail ; il a même co-écrit avec sa femme Asu Ozdaglar, qui est professeure au MIT au département d'ingénierie électrique.
Dans leur article sur les origines coloniales du développement comparatif Daron Acemoğlu, Simon Johnson et James A. Robinson analysent la façon dont les institutions actuelles sont des héritages de la colonisation. Ils développent l’argument selon lequel les pays où les colons se sont installés ont bénéficié de meilleures institutions (notamment la protection de la propriété privée) qui reproduisaient en partie l’environnement économique européen. Cette thèse a été récemment remise en cause par l'économiste Denis Cogneau à partir de l'exemple de la colonisation française en Algérie, qui a spolié les autochtones de leurs actifs et des meilleures terres.
Dans Prospérité, puissance et pauvreté, Pourquoi certains pays réussissent mieux que d'autres (2012), Daron Acemoğlu et James Robinson soutiennent que le niveau de prospérité repose sur des fondements politiques. Selon les auteurs, la prospérité est générée par l’investissement et l’innovation, mais ces actions sont des actes de foi : les investisseurs et les innovateurs doivent avoir des raisons crédibles de penser que s’ils réussissent, ils ne seront pas pillés par les puissants.

## Prix
- Prix pour meilleur article publié dans The Economic Journal en 1996 pour son article « Consumer Confidence and Rational Expectations: Are Agents’ Beliefs Consistent With the Theory? »[11]
- Prix T. W. Schultz de l'université de Chicago en 2004
- Prix Sherwin Rosen pour contribution exceptionnelle à l'économie du travail en 2004[11].
- Médaille John-Bates-Clark en 2005
- Élu à l'Académie américaine des arts et des sciences en 2006[12]
- Prix de l'Académie des sciences turque en 2006.
- Prix John-von-Neumann en 2007.
- Prix Erwin Plein Nemmers d'économie en 2012
- BBVA Foundation Frontiers of Knowledge Awards en 2016
- Prix Jean-Jacques Laffont en 2018
- Docteur honoris causa de l’ENS Paris-Saclay 2017[13], de l'université d'Utrecht, de l'université du Bosphore, de l'University of Athens, de l'université Bilkent, de l'université de Bath, et de la London Business School.
- Membre de la Société américaine de philosophie, de la British Academy, de la Turkish Academy of Sciences (en), de l'Académie américaine des arts et des sciences, de la Société d'économétrie, de l'European Economic Association, et de la Society of Labor Economists (de).
- Prix Nobel d'économie 2024 avec James A. Robinson et Simon Johnson pour « leurs travaux sur la manière dont les institutions se forment et affectent la prospérité »[14].

## Publications

### En anglais
- avec James A. Robinson, (en) Economic Origins of Dictatorship and Democracy, Cambridge University Press, 2005, 434 p. (ISBN 978-0-521-67142-2)
- (en) Introduction to Modern Economic Growth, Princeton University Press, 2008
- avec James A. Robinson, (en) Why Nations Fail : The Origins of Power, Prosperity, and Poverty, New York, Crown Business, 2012, 544 p. (ISBN 978-0-307-71921-8)
- (en) Recent Developments in Growth Theory, Northampton (Massachusetts), Edward Elgar Publishing, 2004, 1314 p. (ISBN 978-1-84376-259-1)
- avec James A. Robinson, (en) The Narrow Corridor: States, Societies, and the Fate of Liberty, Penguin Press, 2019, 576 p. (ISBN 978-0735224384)
- avec Simon Johnson, (en) Power and Progress: Our Thousand-Year Struggle Over Technology and Prosperity, Basic Books, 2023, 560 p. (ISBN 978-1399804462)

### Traduits en français
- Prospérité, puissance et pauvreté : Pourquoi certains pays réussissent mieux que d'autres [« Why Nations Fail:The Origins of Power, Prosperity, and Poverty »] (trad. de l'anglais), Markus Haller, 2015, 640 p. (ISBN 978-2-940427-24-6)
- Le Couloir étroit - Les États, les sociétés, et la lutte éternelle pour la liberté, [« The Narrow Corridor: States, Societies, and the Fate of Liberty »], Les Novateur.e.s, 2021, 584 p.  (ISBN 978-2-491-55222-0)